# Dictadura de Cipriano Castro
La dictadura de Cipriano Castro, autodenominada Restauración liberal, fue el primer gobierno de la etapa conocida como Hegemonía Andina, y Castro el primero de cuatro presidentes nacidos en el estado Táchira, tomando el poder por la fuerza en la Revolución Liberal Restauradora tras invadir el país desde Colombia con un ejército privado de sesenta hombres.
A nivel legislativo, se aprobaron las constituciones de 1901 y 1904, legalizando el divorcio y cambiando la bandera nacional por primera vez en más de cuarenta años.
La política de defensa incluyó un aumento hasta un 22% del presupuesto nacional para la defensa. El gobierno se sostuvo a través de un efectivo ejército nacional. Jugó un papel importante en el fin del caudillismo en Venezuela.
A nivel educativo, se cerró la Universidad del Zulia (LUZ) en 1904.
La política exterior de Castro incluyó el apoyo fallido a los liberales en Colombia durante la Guerra de los Mil Días con la intención de restaurar la Gran Colombia, el bloqueo naval a Venezuela de 1902-1903 y la crisis neerlandesa-venezolana de 1908, junto con la ruptura de relaciones con Estados Unidos ese año. También se prohibió en la constitución la inmigración de personas negras.
Según el historiador Elías Pino Iturrieta, fue una dictadura personalista con problemas de corrupción que llegaron a dominar a la cúpula del poder político.
En 1908, Juan Vicente Gómez, vicepresidente de Castro, confabuló para darle un golpe de Estado tras un viaje de Castro al exterior por motivos médicos, iniciando el período conocido como gomecismo.

## Contexto histórico
Cuando el expresidente Joaquín Crespo murió en combate y el país cayó en inestabilidad política, Castro invadió Venezuela desde la frontera con Táchira al mando de unos sesenta hombres, con la finalidad de restaurar la influencia de Antonio Guzmán Blanco, quien murió poco después de esto. Se inició así una etapa conocida como la Hegemonía Andina bajo la influencia de Juan Vicente Gómez.

## Gabinete
| Gabinete (1899-1908)                       | Gabinete (1899-1908)           | Gabinete (1899-1908) |
| ------------------------------------------ | ------------------------------ | -------------------- |
| Organismo                                  | Autoridad                      | Período              |
| Despacho de Relaciones Interiores          | Juan Francisco Castillo        | 1899–1900            |
| Despacho de Relaciones Interiores          | Rafael Cabrera Malo            | 1900–1901            |
| Despacho de Relaciones Interiores          | José Antonio Velutini          | 1901–1902            |
| Despacho de Relaciones Interiores          | Rafael López Baralt            | 1902–1906            |
| Despacho de Relaciones Interiores          | Leopoldo Baptista              | 1906–1907            |
| Despacho de Relaciones Interiores          | Julio Torres Cárdenas          | 1907                 |
| Despacho de Relaciones Interiores          | Rafael López Baralt            | 1907–1908            |
| Despacho de Relaciones Exteriores          | Raimundo Andueza Palacio       | 1899–1900            |
| Despacho de Relaciones Exteriores          | Eduardo Blanco                 | 1900–1901            |
| Despacho de Relaciones Exteriores          | Jacinto Regino Pachano         | 1901–1902            |
| Despacho de Relaciones Exteriores          | Diego Bautista Ferrer          | 1902–1903            |
| Despacho de Relaciones Exteriores          | Alejandro Urbaneja             | 1903                 |
| Despacho de Relaciones Exteriores          | Gustavo Sanabria               | 1903–1905            |
| Despacho de Relaciones Exteriores          | Alejandro Ibarra Rivas         | 1905–1906            |
| Despacho de Relaciones Exteriores          | José de Jesús Paúl             | 1906–1908            |
| Despacho de Hacienda                       | Ramón Tello Mendoza            | 1899–1903            |
| Despacho de Hacienda                       | José Cecilio De Castro         | 1903–1906            |
| Despacho de Hacienda                       | Francisco de Sales Pérez       | 1906                 |
| Despacho de Hacienda                       | Gustavo Sanabria               | 1906                 |
| Despacho de Hacienda                       | Eduardo Celis                  | 1906–1907            |
| Despacho de Hacienda                       | Arnaldo Morales                | 1907–1908            |
| Despacho de Guerra y Marina                | José Ignacio Pulido Briceño    | 1899–1902            |
| Despacho de Guerra y Marina                | Ramón Guerra                   | 1902–1903            |
| Despacho de Guerra y Marina                | José María García Gómez        | 1903                 |
| Despacho de Guerra y Marina                | Manuel Salvador Araujo         | 1903–1904            |
| Despacho de Guerra y Marina                | Joaquín Garrido                | 1904–1905            |
| Despacho de Guerra y Marina                | José María García Gómez        | 1905–1906            |
| Despacho de Guerra y Marina                | Diego Bautista Ferrer          | 1906                 |
| Despacho de Guerra y Marina                | Manuel Salvador Araujo         | 1906–1907            |
| Despacho de Guerra y Marina                | Diego Bautista Ferrer          | 1907–1908            |
| Despacho de Fomento                        | José Manuel Hernández          | 1899                 |
| Despacho de Fomento                        | Celestino Peraza               | 1899                 |
| Despacho de Fomento                        | Guillermo Tell Villegas Pulido | 1899–1900            |
| Despacho de Fomento                        | Ramón Ayala                    | 1900–1901            |
| Despacho de Fomento                        | Felipe Arocha Gallegos         | 1901–1902            |
| Despacho de Fomento                        | Arnaldo Morales                | 1902–1903            |
| Despacho de Fomento                        | José T. Arria                  | 1903                 |
| Despacho de Fomento                        | Rafael Garbiras Guzmán         | 1903–1904            |
| Despacho de Fomento                        | Arnaldo Morales                | 1904–1905            |
| Despacho de Fomento                        | Diego Bautista Ferrer          | 1905–1906            |
| Despacho de Fomento                        | Arístides Tellería             | 1906                 |
| Despacho de Fomento                        | Arnaldo Morales                | 1906                 |
| Despacho de Fomento                        | Jesús María Herrera Irigoyen   | 1906–1908            |
| Despacho de Obras Públicas                 | Víctor Rodríguez Párraga       | 1899                 |
| Despacho de Obras Públicas                 | Juan Otáñez Maucó              | 1899–1902            |
| Despacho de Obras Públicas                 | Rafael María Carabaño          | 1902–1903            |
| Despacho de Obras Públicas                 | Ricardo Castillo Chapellín     | 1903                 |
| Despacho de Obras Públicas                 | Alejandro Rivas Vásquez        | 1903–1904            |
| Despacho de Obras Públicas                 | Ricardo Castillo Chapellín     | 1904–1906            |
| Despacho de Obras Públicas                 | Luis Mata Illas                | 1906                 |
| Despacho de Obras Públicas                 | Juan Casanova                  | 1906–1908            |
| Despacho de Instrucción Pública            | Manuel Clemente Urbaneja       | 1899–1900            |
| Despacho de Instrucción Pública            | Félix Quintero                 | 1900–1901            |
| Despacho de Instrucción Pública            | Tomás Garbiras                 | 1901–1902            |
| Despacho de Instrucción Pública            | Rafael Monserrate              | 1902–1903            |
| Despacho de Instrucción Pública            | Eduardo Blanco                 | 1903–1905            |
| Despacho de Instrucción Pública            | Arnaldo Morales                | 1905–1906            |
| Despacho de Instrucción Pública            | Enrique Siso                   | 1906                 |
| Despacho de Instrucción Pública            | Carlos León                    | 1906                 |
| Despacho de Instrucción Pública            | Eduardo Blanco                 | 1906                 |
| Despacho de Instrucción Pública            | Laureano Villanueva            | 1906–1907            |
| Despacho de Instrucción Pública            | José Antonio Baldó             | 1907–1908            |
| Despacho de la Presidencia de la República | Celestino Peraza               | 1899                 |
| Despacho de la Presidencia de la República | Julio Torres Cárdenas          | 1899–1906            |
| Despacho de la Presidencia de la República | Lucio Baldó                    | 1906                 |
| Despacho de la Presidencia de la República | José Rafael Revenga Pereira    | 1906–1907            |
| Despacho de la Presidencia de la República | Rafael Gárbiras Guzmán         | 1907–1908            |
| Despacho de la Presidencia de la República | Leopoldo Baptista              | 1908                 |

## Política nacional

### Política legislativa

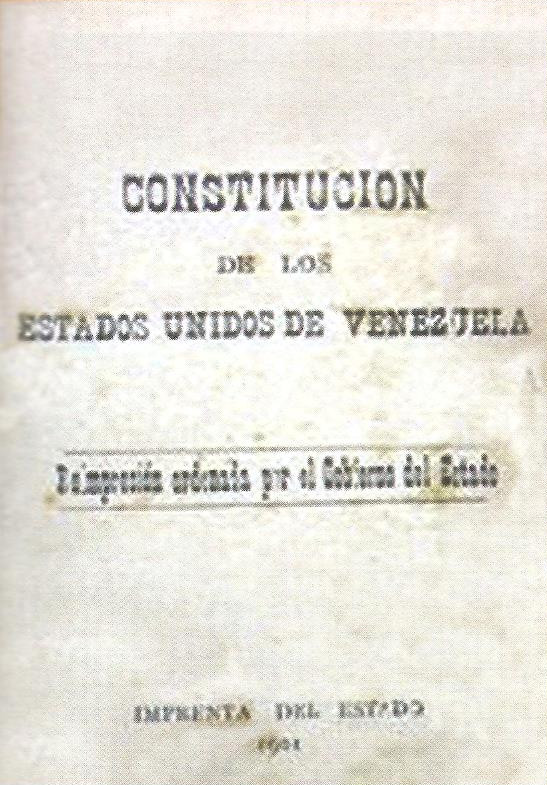
Constitución de 1901.

En octubre de 1900 Cipriano Castro convocó una Asamblea constituyente para aprobar la constitución de una «nueva república», en 1901. La posterior constitución de Venezuela de 1904 aumentó el periodo presidencial de 4 a 6 años y redujo los estados federales a 13, legalizando el divorcio.

### Política económica

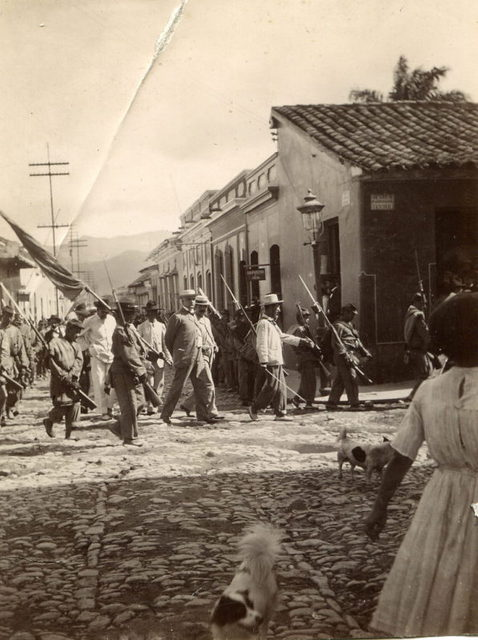
Manuel Antonio Matos y otros banqueros son obligados a caminar encadenados por Caracas.

A finales de 1899 Cipriano Castro presionó a los mayores banqueros del país para financiar las obras del nuevo gobierno; Manuel Antonio Matos, principal accionista del Banco de Venezuela y otros banqueros fueron arrestados al negarse a conceder el préstamo. Posteriormente serían liberados con la condición de entregar el préstamo.

### Política de defensa
Castro anunció en 1901 a la Asamblea Nacional Constituyente que había elevado a treinta batallones a la Fuerza Nacional, y aumentado las reservas de armas a cuarenta mil fusiles fabricados en Europa. Decretó también la creación de la Escuela de Marina y Guerra para formar militares.
Cipriano Castro encargó a Juan Vicente Gómez afrontar los múltiples alzamientos en su contra. El presupuesto nacional destinado a la guerra aumentó al 22%. De 1899 a 1903 hubo 372 batallas con un saldo total de 20.000 muertos.
Durante la Revolución Libertadora contra Castro fue habitual el reclutamiento forzado por ambos bandos, principalmente de hombres pobres considerados por las autoridades como vagos. En un comunicado de la Gobernación del Distrito Federal de 1902 se solicitaba a detener a personas acusadas de vagos para entregarlos al ejército. También era común que los prisioneros de guerra fueran reclutados por el bando contrario. El rechazo al alistamiento en la población provocó que algunas personas fingieran enfermedades para evitar la recluta y aquellos que eran atrapados se les trasportaban encerrados en vagones y se les amenazaba con el fusilamiento para desalentar las deserciones.

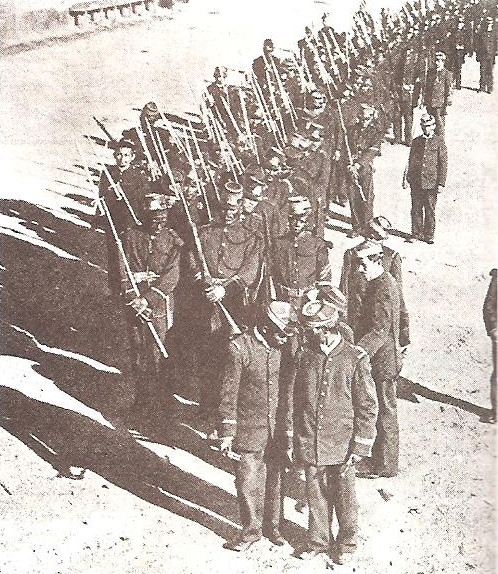
Guardia Negra de Castro

Tras la derrota de los rebeldes se consolidó la dictadura de Castro y se comenzaría a dar los primeros pasos para la profesionalización de las Fuerzas Armadas. En 1903 se creó la Escuela Militar de donde surgirían los primeros oficiales versados en conocimiento técnico que sustituirían progresivamente a los conocidos popularmente como oficiales «chopo e ́ piedra» que se formaban al fragor de las luchas.
En 1904 el régimen aprobó un nuevo Código Militar que poco cambió a los de 1873 y 1882. A pesar de la aprobación del nuevo código, el reclutamiento forzada seguía siendo habitual lo que provocó que diversos intelectuales criticaran su aplicación. El reconocido vecino de Táriba José Valery le recomendó a Castro instaurar el servicio de quintas mientras que el político César Zumeta criticaba el «feudalismo grotesco de una minoría privilegiada que obligaba a pagar el tributo de sangre de nuestros cuartelazos a la clase popular».

### Política electoral
Durante la dictadura de Castro se desmontó el voto directo.

### Política en medios de comunicación
Durante su gobierno hubo una fuerte persecución contra la prensa crítica e independiente.

### Política educativa
En 1904 Castro ordenó el cierre de la Universidad del Zulia (LUZ). La Universidad de Los Andes (ULA) fue limitada a las facultades de Ciencias Políticas y de Ciencias Eclesiásticas en 1905 tras el Código de Instrucción Pública.

### Política de salud
La tuberculosis fue un problema primario de salud pública que afectó a Venezuela, los índices de la época revelaban que durante el gobierno de Cipriano Castro la tasa de mortalidad era cercana a 700 defunciones de cada 1000 habitantes en ciudades que no pasaban de 50 mil pobladores.

### Política en inmigración
En 1906 se modificó la Constitución para prohibir la inmigración de personas negras a Venezuela, la primera vez que se añadieron políticas racistas en la constitución.

## Política exterior
Durante este proceso comenzó a haber mayor presencia de Estados Unidos en la determinación de la política y la economía nacionales.

### Participación en la Guerra de los Mil Días
A mediados de julio de 1901 Castro reunió 1.500 soldados y organizó defensas en San Cristóbal, informado de que el presidente de Colombia José Manuel Marroquín Ricaurte planeaba invadir a Venezuela para derrocarlo y capturar a los liberales colombianos refugiados en Venezuela. El militar venezolano Carlos Rangel Garbiras lideró la invasión y se enfrentó al gobierno en la Batalla de San Cristóbal, el liberal colombiano Rafael Uribe Uribe luchó del lado del gobierno y expulsaron a las tropas conservadoras, por lo que Carlos Rangel Garbiras se exilió en Colombia. Castro reaccionó financiando rebeldes que se enfrentaron al gobierno colombiano en La Guajira con resultados negativos. La expedición venezolana se transportó por mar a bordo de tres barcos de guerra (Miranda, General Crespo y el Zumbador), al llegar frente a Riohacha la escuadrilla bombardeo la ciudad por varias horas tras lo que desembarco la tropa. El 13 de septiembre se libra batalla en Riohacha, en el sitio de Carazúa, donde son derrotados los venezolanos por las experimentadas tropas colombianas, Luego de varios combates parciales -el combate de Garapasera del 22 de ese mes sería el último encuentro de la contienda-, los venezolanos se retiraron, en dirección a su tierra por Paraguaipoa y Sinamaica pero un brote de disentería ocasionado por el consumo de aguas insalubres y el acoso de los jinetes de la tribu Wayuu al mando del cacique Jose Dolores Arpushana ocasionaron sensibles bajas a los venezolanos en su retirada.[cita requerida]

### Bloqueo naval a Venezuela

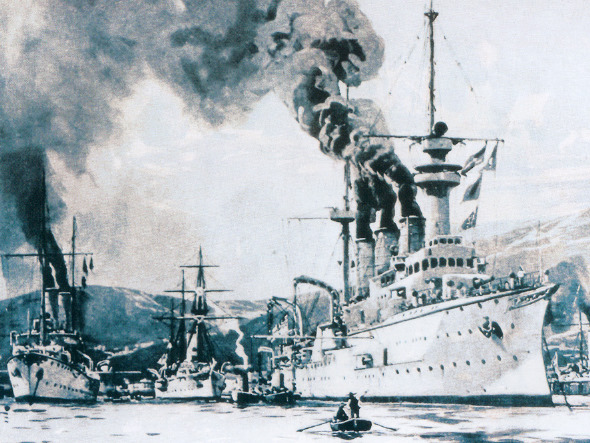
Bloqueo de Venezuela por las potencias europeas en 1902.

El 22 de diciembre de 1902 inició el bloqueo naval impuesto a Venezuela por las marinas de guerra del Imperio Británico, el Imperio alemán y el Reino de Italia. Esto fue debido a la posición temeraria de Cipriano Castro de declarar la suspensión del pago de la deuda externa del país. Castro recibió el apoyo del ministro de Relaciones Exteriores argentino Luis María Drago, quien anunció la Doctrina Drago, la cual establece que ningún Estado extranjero puede utilizar la fuerza contra una nación americana con la finalidad de cobrar una deuda financiera. Esta situación hizo que muchos de los líderes de la Revolución Libertadora se unieran al gobierno en contra del invasor extranjero.
Alemania perseguía agresivamente su bloqueo en el oeste de Venezuela, donde había una gran colonia de comerciantes alemanes en Maracaibo. En enero de 1903 se dio el Bombardeo del Fuerte San Carlos por 2 buques de la Marina Imperial alemana. Esto generó un fuerte rechazo por parte del gobierno de los Estados Unidos y presidente Theodore Roosevelt amenazó con aplicar la Doctrina Monroe y conminó a las partes a una reunión conciliatoria que culminó con los Protocolos de Washington que dieron fin al conflicto. En 1904 la Corte Permanente de Arbitraje de La Haya emitió una sentencia que establece que Venezuela debería destinar el 30% de sus ingresos aduaneros al pago de la deuda.

### Pacificación del país y nuevos conflictos

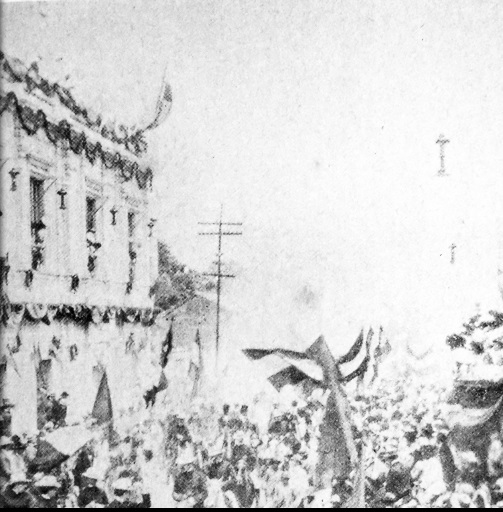
La Aclamación de Cipriano Castro de 1906.

Cipriano Castro entró en conflicto con las compañías extranjeras que financiaron la Revolución Libertadora. Esto se concretó en un juicio entablado contra la New York & Bermúdez Company y la expropiación de la Orinoco Steamship Co. Ambos casos desembocaron en la ruptura de relaciones entre Estados Unidos y Venezuela en 1908. En 1905 es anulado el contrato con la Compañía Francesa del Cable Interoceánico y se ordena el cierre de las oficinas de la empresa en el país y la expulsión del Encargado de Negocios de Francia, como consecuencia en 1906 Venezuela y Francia rompen relaciones diplomáticas. Ese mismo año ocurre los hechos de La Aclamación.
El régimen se enfrentó a las compañías holandesas y ordena la requisa obligatoria de los buques de bandera neerlandesa, todo ello condujo, igualmente, a la ruptura de las relaciones diplomáticas con el Reino de los Países Bajos y al bloqueo naval de los puertos nacionales por naves de guerra holandesas.

## Golpe de Estado de 1908

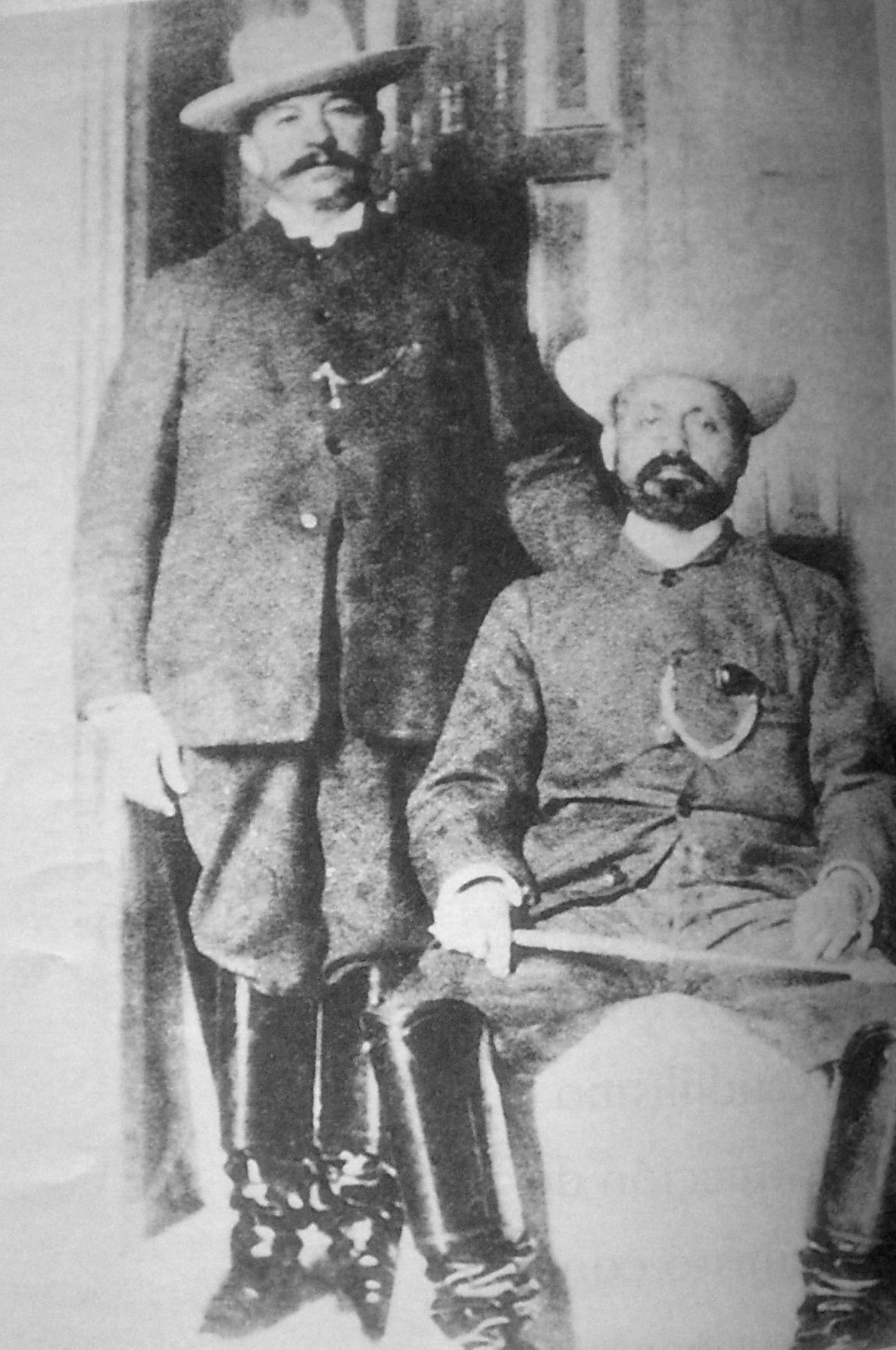
Gómez y Castro.

Hacia el final de la dictadura, Juan Vicente Gómez hizo contactos con el gobierno de Estados Unidos con la finalidad de conseguir su apoyo para una futura conspiración. Philander Chase Knox, secretario de Estado de Estados Unidos, ofreció tempranos apoyos para un golpe de Estado, que también era bien visto por las potencias europeas. Gómez dio un golpe en 1908 y le dio continuidad al modelo político-militar de Castro.

## Ideología y simbología

### Centralismo
Después de que terminaron los conflictos militares, gobierno se dedicó a iniciar un proyecto centralista, concluyendo el amplio debate entre el federalismo y el centralismo y definiendo un país centralizado en la Constitución de 1901.

### Cambio de la bandera nacional
Mediante un decreto del 28 de marzo de 1905, Cipriano Castro cambió la disposición de las siete estrellas de la bandera en forma de circunferencia por una similar, sin ninguna en el centro.

### Racismo
En 1906 se modificó la Constitución para prohibir la inmigración de afrodescendientes a Venezuela, la primera vez que se añadieron políticas racistas en la constitución.

### Reunificación de la Gran Colombia
Uno de los principales objetivos políticos de Cipriano Castro era la reunificación de la Gran Colombia. En 1898 empezó a brindar apoyo a los liberales colombianos en la Guerra de los Mil Días, con la intención final de derrocar al gobierno conservador y reconstruir la Gran Colombia, incluyendo también a sus aliados liberales de Ecuador (Eloy Alfaro) y Nicaragua (José Santos Zelaya).

## Oposición

### Intento de asesinato a Cipriano Castro
En febrero de 1900 Cipriano Castro sufrió un intento de magnicidio durante las celebraciones de Carnaval. José Manuel Hernández se levantó en armas, pero fue derrotado y encarcelado.

### Revolución Libertadora
En diciembre de 1901 Luciano Mendoza se alzó en contra del gobierno. A esta acción es seguida por múltiples caudillos liderados por Manuel Antonio Matos, quien logró convencer a varios caudillos locales descontentos con el gobierno para sumarse a la lucha. Matos recibió financiamiento de la New York and Bermúdez Company por 140 mil dólares. El general Ramón Guerra fue arrestado y Juan Vicente Gómez es comisionado a enfrentar la rebelión. Se unieron a la rebelión Roberto Vargas Díaz, Nicolás Rolando Monteverde, Gregorio Segundo Riera, Juan Pablo Peñaloza, Domingo Monagas Marrero, Carlos Rangel Garbiras, Lino Duarte Level, Santos Dominici, Tomás Funes, John Boulton, José María Ortega Martínez entre muchos otros en todo el territorio nacional.

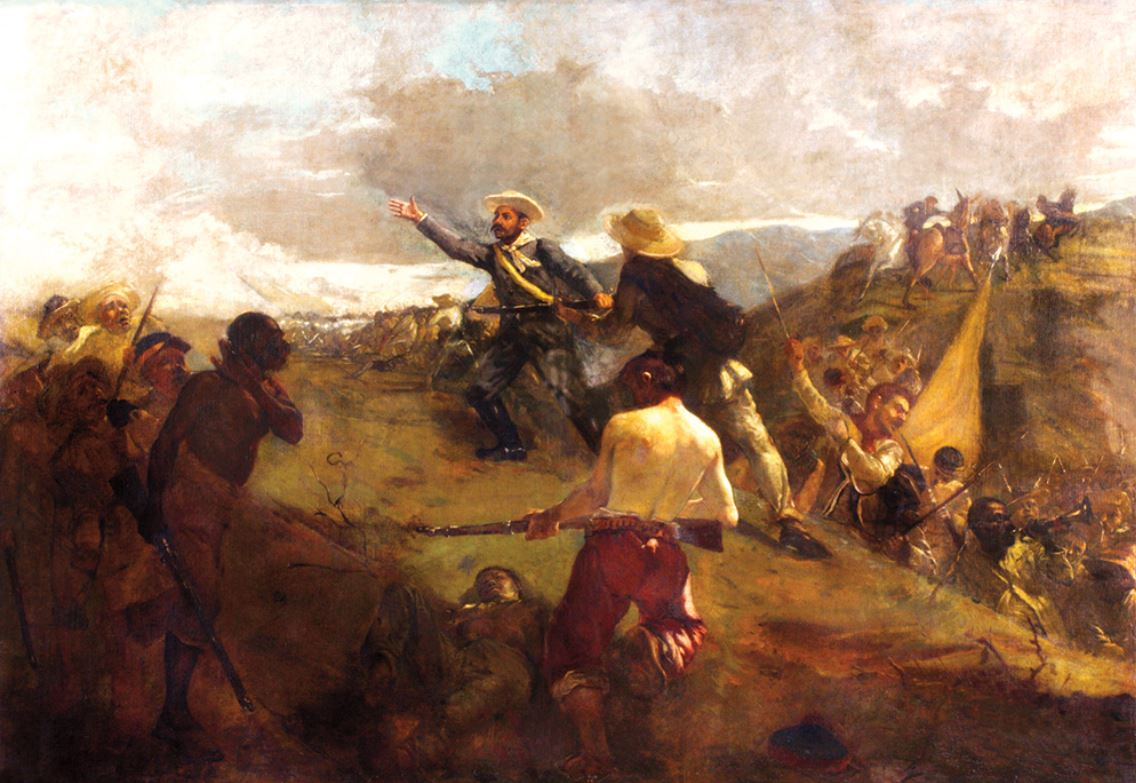
Batalla de La Victoria.

Domingo Monagas Marrero sugirió evitar enfrentar a las tropas del gobierno y marchar directamente hacia Caracas, sin embargo, Luciano Mendoza y Manuel Antonio Matos decidieron aplazar el ataque a Caracas a través de los valles del Tuy y en su lugar eligieron ir de frente contra el restaurador en La Victoria con lo que esperaban un triunfo definitivo terminara la guerra. La Batalla de La Victoria fue un desastre para los revolucionarios y un gran éxito para el gobierno.
Los últimos líderes rebeldes de la Revolución Libertadora fueron derrotados en la Batalla de Ciudad Bolívar poniendo punto final a la última guerra civil de Venezuela. El Cuartel de El Capitolio fue el último en rendirse y el general Nicolás Rolando Monteverde fue capturado junto a su Estado Mayor el 21 de julio de 1903.

### Invasión de Antonio Paredes
En 1907 el general Antonio Paredes invadió el país, sin embargo es capturado y ejecutado por órdenes de Cipriano Castro, a pesar de que la pena de muerte estaba prohibida constitucionalmente.

## Repercusión histórica

### Homenajes
En 2023 el gobierno de Nicolás Maduro renombró el aeropuerto de San Antonio del Táchira con el nombre de Cipriano Castro.